# Euphorbia oaxacana
Euphorbia oaxacana là một loài thực vật có hoa trong họ Đại kích. Loài này được B.L.Rob. & Greenm. mô tả khoa học đầu tiên năm 1896.